# ۵۹ (قمری)
۵۹ (قمری)، پنجاه و نهمین سال در گاهشماری هجری قمری است. اول محرم این سال برابر با بیست و ششم اکتبر سال ۶۷۸ میلادی است.

## وابسته
- ابوهریره